# 福島市立笹谷小学校
福島市立笹谷小学校（ふくしましりつ ささや しょうがっこう）は、福島県福島市笹谷にある公立小学校である。

## 概要
福島市街地北西部の信陵地域南部、笹谷の大半とその周辺を学区とする。2020年5月1日現在、22学級526名の児童が在籍する。

## 沿革
- 1873年12月20日 - 学校創立。後に自治体合併を経て信夫郡笹谷村立笹谷小学校となる。
- 1955年3月 - 笹谷村が福島市に編入され、福島市立笹谷小学校となる。
- 1966年4月 - 福島市立笹谷幼稚園が付設される。
- 1980年1月30日 - 現在の南側校舎（RC造3階建）が竣工する。
- 1981年12月10日 - 現在の北側校舎（RC造3階建）が竣工する。
- 1988年3月22日 - 現在の水泳プール（25m×10m 6コース）が竣工する。

## 教育方針
教育目標
- 心豊かなたくましい子どもの育成

## 学校行事
| - 4月 - 5月 - 6月 | - 7月 - 8月 - 9月 | - 10月 - 11月 - 12月 | - 1月 - 2月 - 3月 |

## 通学区域
- 信陵地域
  - 笹谷（福島市立矢野目小学校通学区域を除く）
- 清水地域
  - 南矢野目（字清水前30番地の1・2・4、31番地の2・3、32番地の1～4、34番地の1～4）[2]

## 進学先中学校
- 福島市立信陵中学校[3]

## 学区 / 校区内の主な施設
- 東北自動車道・東北中央自動車道
  - 福島ジャンクション
- 福島県道3号福島飯坂線
- 福島県道312号折戸笹谷線
- 福島交通飯坂線
  - 笹谷駅・桜水駅
- ヨークベニマル新笹谷店

## 交通
- JR福島駅より福島交通路線バス大笹生線乗車約20分、笹谷新町下車、徒歩約3分。